# August von Wassermann
August Paul von Wassermann (ur. 21 lutego 1866 w Bambergu, zm. 16 marca 1925 w Berlinie) – niemiecki lekarz bakteriolog, odkrywca odczynu nazwanego jego nazwiskiem.
Był drugim synem Angelo Wassermanna i Dory z domu Bauer. Uczęszczał do gimnazjum w Bambergu, następnie studiował medycynę na Uniwersytecie Fryderyka i Aleksandra w Erlangen, Uniwersytecie Wiedeńskim, Uniwersytecie Ludwika i Maksymiliana w Monachium oraz Uniwersytecie Cesarza Wilhelma w Straßburgu, gdzie w 1888 roku otrzymał tytuł doktora medycyny. Od 1898 był profesorem Instytutu Chorób Zakaźnych w Berlinie. W 1913 został dyrektorem wydziału terapii doświadczalnych Towarzystwa Postępu Naukowego im. Cesarza Wilhelma w berlińskim Dahlem.
Prowadził badania nad surowicą krwi. W 1906 roku odkrył odczyn stosowany w diagnostyce kiły (odczyn Wassermanna).